# Leporinus microphthalmus
Leporinus microphthalmus är en fiskart som beskrevs av Garavello, 1989. Leporinus microphthalmus ingår i släktet Leporinus och familjen Anostomidae. Inga underarter finns listade i Catalogue of Life.